# Hiroyuki Sonoda

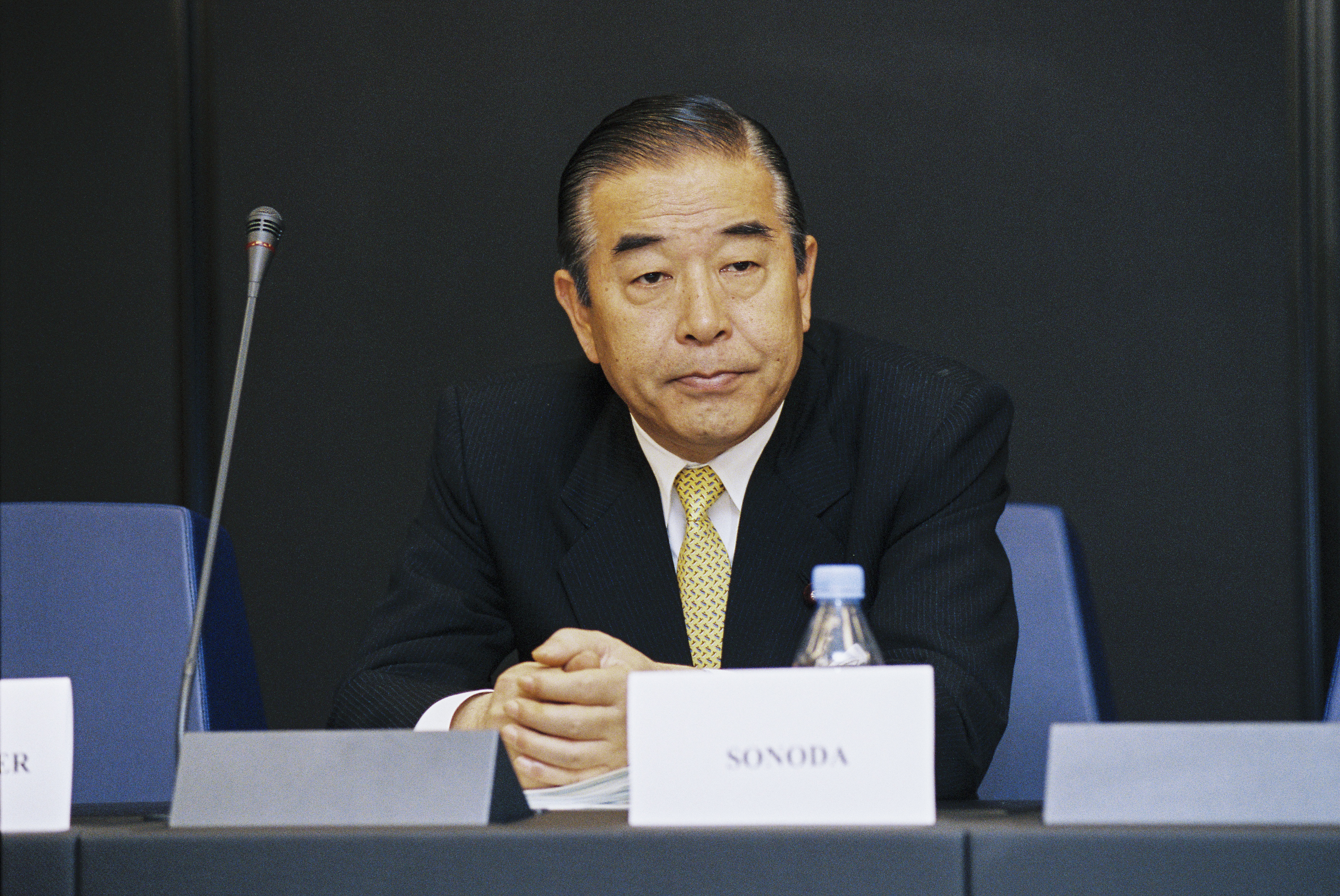

Hiroyuki Sonoda (jap. 園田 博之, Sonoda Hiroyuki; * 19. Februar 1942 in Kawaura, Landkreis Amakusa (heute: Amakusa), Präfektur Kumamoto; † 11. November 2018) war ein japanischer Politiker der Liberaldemokratischen Partei (LDP) und Abgeordneter des japanischen Unterhauses für den Verhältniswahlblock Kyūshū.
Sonoda, Absolvent der Nihon Daigaku, arbeitete nach seinem Studienabschluss bis 1983 für das Fischereiunternehmen Nichiro Gyogyō K.K. (heute Teil von K.K. Maruha Nichiro Holdings). Nach dem Tode seines Vaters, des Abgeordneten und ehemaligen Außen- und Sozialministers Sunao Sonoda, kandidierte er bei der Wahl 1986 in dessen Unterhauswahlkreis. Den fünfmandatigen 2. Wahlkreis Kumamoto gewann er als Unabhängiger (mit Unterstützung der Fukuda-Faktion) mit 73.252,258 Stimmen auf Platz eins – die „Bruchteilstimmen“ resultierten daraus, dass die Ehefrau seines Vaters, Tenkōkō Sonoda, die bereits 1946 einer der ersten Frauen im Parlament gewesen war, 1986 im gleichen Wahlkreis kandidierte.
Sonoda schloss sich zunächst der LDP an. 1993 verließ er die Partei im Vorfeld der Unterhauswahl und beteiligte sich an der Gründung der Neuen Partei Sakigake von Masayoshi Takemura. Dort war er 1993 bis 1994 und 1996 Generalsekretär (daihyō kanji), nach dem Weggang von Naoto Kan und Yukio Hatoyama 1996 weiter für kurze Zeit Generalsekretär (nun kanjichō). In den Kabinetten von Tomiichi Murayama war er dazwischen von 1994 bis 1996 stellvertretender Chefkabinettssekretär.
Seit der Wahl von 1996 tritt Sonoda im Einzelwahlkreis Kumamoto 4 an, den er nach seiner Einrichtung sieben Mal in Folge klar für sich entscheiden konnte. Nach der Auflösung (Umbenennung) der Neuen Partei Sakigake 1998 kehrte er 1999 in die LDP zurück und schloss sich der Katō-/Ozata-/Tanigaki-Faktion an. Unter dem Parteivorsitzenden Sadakazu Tanigaki war Sonoda stellvertretender Generalsekretär (kanjichō-dairi) von 2009 bis zum März 2010, als er zurücktrat, was er mit Meinungsverschiedenheiten in der Parteiführung begründete. Im April 2010 verließ Sonoda die LDP und beteiligte sich an der Gründung von Tachiagare Nippon, wo er als Generalsekretär die wichtigste Position hinter den Vorsitzenden Hiranuma und Yosano einnahm. 2012 ging die Partei in der Nippon Ishin no Kai des ehemaligen Gouverneurs von Ōsaka Tōru Hashimoto auf. Für diese konnte Sonoda bei der Unterhauswahl 2012 eines von nur zwei Direktmandaten außerhalb der Präfektur Ōsaka gewinnen. Die großen Parteien hatten keine Gegenkandidaten nominiert, nur der inzwischen parteilose ehemalige Abgeordnete Masayoshi Yagami und eine Kommunistin traten gegen Sonoda an. Im Sommer 2014 begründete Sonoda mit weiteren Abgeordneten um Shintarō Ishihara und Hiranuma die „Partei der nächsten Generation“. 2015 kehrte er ebenso wie Hiranuma in die LDP zurück.
Zur Unterhauswahl 2017 verlor Kumamoto einen Unterhauswahlsitz, die LDP-Kandidatur in Kumamoto 4 übernahm Yasushi Kaneko (vorher Wahlkreis 5) und Sonoda wechselte in den Verhältniswahlblock, wo die LDP ihn vor die Doppelkandidaten alleine auf den Listenplatz 1 setzte und er sicher wiedergewählt wurde.
Ab Ende 2017 war er wiederholt im Krankenhaus, im 11. November 2018 starb Sonoda an einer Lungenentzündung in einem Tokioter Krankenhaus.